# Бирияку
Бирияку (рум. Bârâiacu) — село у повіті Мехедінць в Румунії. Входить до складу комуни Поноареле.
Село розташоване на відстані 272 км на захід від Бухареста, 41 км на північ від Дробета-Турну-Северина, 144 км на південний схід від Тімішоари, 113 км на північний захід від Крайови.

## Населення
За даними перепису населення 2002 року у селі проживали 314 осіб, усі — румуни. Усі жителі села рідною мовою назвали румунську.